# Автошлях Т 1822
Автошля́х Т 1822 — автомобільний шлях територіального значення у Рівненській області. Пролягає територією Дубенського району через Онишківці — Стару Миколаївку. Загальна довжина — 13,9 км.

## Маршрут
Автошлях проходить через такі населені пункти:
| Автошлях Т 1806    |        |
| Рівненська область |        |
| Дубенський район   |        |
| Онишківці          | Т 1821 |
| Тур'я              |        |
| Берег              |        |
| Студянка           |        |
| Стара Миколаївка   | E85М15 |